# 邦本宜裕
邦本宜裕（1997年10月8日—，日语：／ Kunimoto Takahiro），日本足球運動員，司職中場，現效力中国足球甲级联赛球隊辽宁铁人。

## 俱樂部生涯
邦本宜裕在16岁时被浦和红钻球探选中进入浦和青训，凭借出色的天赋当年就同一线队一起训练。並且在当赛季天皇杯第三轮对阵山形山神时替补上场打进一球，刷新了沙治奧·艾斯古迪路的俱乐部最年少出场和进球纪录。但他随后因为丑闻被浦和开除，出于保护未成年人考虑，浦和方面并未公布具体细节。
被开除的邦本宜裕只能在公园练球。2015年，福冈黄蜂宣布签下他。在稳定了2年之后，2017年福冈黄蜂宣布邦本因为扰乱球队秩序而解约。这也是他职业生涯第二次被开除。
随后，邦本宜裕在经历7个月的自由身之后前往韩国加盟庆南FC，随后又在2020年转会全北现代汽车。效力全北期间，作为核心球员，邦本宜裕帮助球队完成联赛连续五个冠军。但2022年7月，他因酒驾被韩国警方拘捕，全北现代不得不于同年7月13日宣布开除邦本宜裕。
葡超球队AC卡薩比亞官方宣布，日本球员邦本宜裕加盟球队。
在葡超第4轮，卡萨比亚客场1-0击败吉马良斯的比赛中，日本球员邦本宜裕继续代表卡萨比亚首发出战，在比赛第7分钟，接拉斐尔·马丁斯助攻破门，打入个人葡超首球；随后在下半场第80分钟被替换下场。
2023年8月，邦本宜裕加盟马来西亚超级足球联赛的柔佛DT，并随队获得该年度的马超联赛及马来西亚杯冠军。
2024年，邦本宜裕转会至辽宁铁人并随队征战中甲联赛。其在加盟球队的首个赛季出场25次，取得4粒进球并完成7次助攻。
2025赛季，邦本继续留队，球衣号码由上赛季的22号改为10号，并取代离队的若昂·卡洛斯担任场上队长。

## 荣誉

### 俱乐部
全北现代汽车
- K1联赛冠军：2020、2021
- 韩国足协杯冠军：2020、2022

柔佛DT
- 马超联赛冠军：2023
- 马来西亚杯冠军：2023

## 外部連結
- 日本職業足球聯賽中的邦本宜裕 （日語）
- Profile at Avispa Fukuoka （页面存档备份，存于）
- 邦本宜裕在 kleague.com上的出场纪录（韓語）